# Björn Otto
Björn Otto (Frechen, 16 oktober 1977) is een Duitse polsstokhoogspringer. Hij werd meervoudig Duits kampioen in deze discipline. Ook nam hij eenmaal deel aan de Olympische Spelen en won bij die gelegenheid een zilveren medaille.

## Loopbaan
Op 11 augustus 2007 leverde Otto bij wedstrijden in Leverkusen een van de beste jaarprestaties af met een sprong over 5,90 m, een persoonlijk record. Hij plaatste zich hiermee gelijk in een favorietenrol voor de wereldkampioenschappen in Osaka. In Japan wist hij die rol echter niet waar te maken en viel hij met zijn beste sprong van 5,81 als vijfde buiten de prijzen.
In 2012 nam hij deel aan de Olympische Zomerspelen 2012 in Londen. Daar maakte hij zijn olympisch debuut bij het polsstokhoogspringen. Met 5,50 in de kwalificatieronde plaatste hij zich voor de finale. In de finale kwam hij tot 5,91 en eindigde hiermee op een tweede plaats. De wedstrijd werd gewonnen door de Fransman Renaud Lavillenie met een beste poging van 5,97 m, dat tevens een verbetering van het olympisch record was.
In september 2012 overschreed Otto voor het eerst de 6-metergrens, waarmee hij zijn persoonlijke en het nationale record verbeterde
Otto studeert biologie aan de universiteit van Keulen.

## Titels
- Universiade kampioen polsstokhoogspringen - 2005
- Duits kampioen polsstokhoogspringen - 2013
- Duits indoorkampioen polsstokhoogspringen - 2007

## Persoonlijke records
| Onderdeel                      | Prestatie | Datum            | Plaats    |
| ------------------------------ | --------- | ---------------- | --------- |
| polsstokhoogspringen (outdoor) | 6,01 m    | 5 september 2012 | Aken      |
| polsstokhoogspringen (indoor)  | 5,92 m    | 26 februari 2012 | Karlsruhe |

## Prestaties

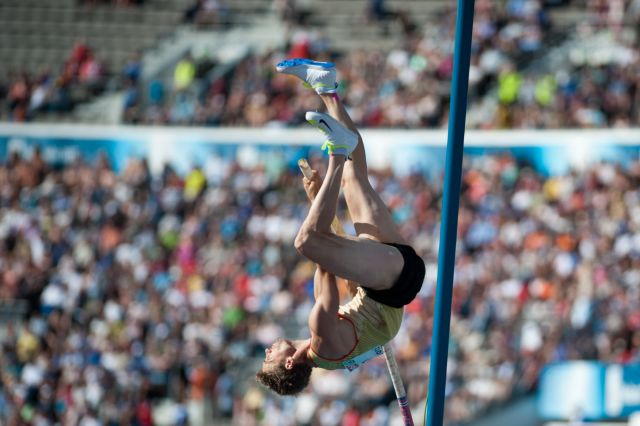
Otto tijdens de Europese kampioenschappen in Helsinki, 2012.

### Kampioenschappen
| Jaar | Wedstrijd            | Plaats     | Resultaat | Onderdeel            | Prestatie |
| ---- | -------------------- | ---------- | --------- | -------------------- | --------- |
| 2000 | EK indoor            | Birmingham | 6e        | polsstokhoogspringen | 5,50 m    |
| 2001 | Universiade          | Peking     | 7e        | polsstokhoogspringen | 5,35 m    |
| 2003 | Universiade          | Daegu      | 3e        | polsstokhoogspringen | 5,50 m    |
| 2004 | Europese indoorcup   | Leipzig    | 1e        | polsstokhoogspringen | 5,70 m    |
| 2005 | EK indoor            | Madrid     | 4e        | polsstokhoogspringen | 5,70 m    |
| 2005 | Universiade          | İzmir      | 1e        | polsstokhoogspringen | 5,80 m    |
| 2007 | EK indoor            | Birmingham | 3e        | polsstokhoogspringen | 5,71 m    |
| 2007 | WK                   | Osaka      | 5e        | polsstokhoogspringen | 5,81 m    |
| 2007 | Wereldatletiekfinale | Stuttgart  | 2e        | polsstokhoogspringen | 5,86 m    |
| 2012 | WK indoor            | Istanboel  | 2e        | polsstokhoogspringen | 5,80 m    |
| 2012 | EK                   | Helsinki   | 2e        | polsstokhoogspringen | 5,92 m    |
| 2012 | OS                   | Londen     | 2e        | polsstokhoogspringen | 5,91 m    |
| 2013 | EK indoor            | Göteborg   | 2e        | polsstokhoogspringen | 5,76 m    |

### Golden League-podiumplekken
| Jaar | Wedstrijd         | Plaats  | Resultaat | Onderdeel            | Prestatie |
| ---- | ----------------- | ------- | --------- | -------------------- | --------- |
| 2005 | ISTAF             | Berlijn | 3e        | polsstokhoogspringen | 5,73 m    |
| 2007 | Weltklasse Zürich | Zürich  | 2e        | polsstokhoogspringen | 5,75 m    |
| 2007 | ISTAF             | Berlijn | 2e        | polsstokhoogspringen | 5,81 m    |

### Diamond League-podiumplekken
| Jaar | Wedstrijd                  | Plaats      | Resultaat | Onderdeel            | Prestatie |
| ---- | -------------------------- | ----------- | --------- | -------------------- | --------- |
| 2012 | Shanghai Golden Grand Prix | Shanghai    | 2e        | polsstokhoogspringen | 5,65 m    |
| 2012 | Meeting Areva              | Saint-Denis | 3e        | polsstokhoogspringen | 5,62 m    |
| 2012 | London Grand Prix          | Londen      | 1e        | polsstokhoogspringen | 5,74 m    |
| 2012 | Weltklasse Zürich          | Zürich      | 2e        | polsstokhoogspringen | 5,55 m    |
| 2013 | Prefontaine Classic        | Eugene      | 2e        | polsstokhoogspringen | 5,90 m    |
| 2013 | Herculis                   | Monaco      | 3e        | polsstokhoogspringen | 5,70 m    |
| 2013 | London Grand Prix          | Londen      | 2e        | polsstokhoogspringen | 5,77 m    |